# Uppåkra distrikt
Uppåkra distrikt är sedan 2016 ett distrikt i Staffanstorps kommun och Skåne län.
Området ligger söder och sydväst om Lund.

## Tidigare administrativ tillhörighet
Distriktet inrättades 2016 och utgörs av socknarna Uppåkra och Flackarp i Staffanstorps kommun.
Området motsvarar den omfattning Uppåkra församling hade till 2002 och som den fick 1965 när socknarnas församlingar gick samman.